# Karel Semerád
Karel Semerád (* 28. dubna 1937 Blatná – 30. listopadu 2015 Zlín) byl český herec.

## Filmografie
- 1994 Konec velkých prázdnin
- 1994 Medvědi nic nevědí
- 1989 Roky přelomu
- 1989 Tobogan
- 1988 Hurá za ním
- 1983 O statečném kováři
- 1983 O zakletém hadovi
- 1983 Třetí skoba pro Kocoura
- 1982 Za humny je drak
- 1980 Pohádka o Honzíkovi a Mařence
- 1980 Požáry a spáleniště
- 1978 Jedno malé sídlisko
- 1968 Farářův konec
- 1964 Strakatí andělé